# Зальцбурзький куб

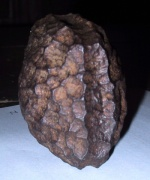
Зальцбурзький куб

Залізо Вольфсегга (або Зальцбурзький куб) — невеликий шматок заліза, знайдений у брилі вугілля в селі Вольфсегг (Австрія). Цей предмет цікавий тим, що його походження невідоме. Іноді наводять як доказ того, що в доісторичні часи існували цивілізації, які перевершували сучасну людську расу в технологічному розвитку.
У звіті, опублікованому в журналі Nature (том 35, 11 листопада 1886 року, сторінка 36), об’єкт описується як «майже куб», «з глибоким надрізом». Залізо має висоту 67 мм, ширину 67 мм і товщину 47 мм. Артефакт важить 785 г, а питома вага становить 7,75. Цілком можливо, що об’єкт є залізним метеоритом, враховуючи його склад і характерну ямкову поверхню. Навряд чи метеорит придбав би таку своєрідну форму.
Залізо Вольфсегга було досліджено в 1966 році в Музеї природної історії у Відні. Остаточна думка доктора Курата з Музею та комітету Geologisches Bundesanstalt у Відні полягає в тому, що об’єкт є просто штучним залізом. Можливо, ці залізні предмети використовувалися як баласт у примітивних гірничих машинах. Однак немає доказів того, що ці залізні блоки були виготовлені для видобутку.

## Опис
Залізний куб Вольфсегга, також відомий як Зальцбурзький куб, — це невелика кубічна маса заліза, яка була знайдена в третинному бурому вугіллі у Вольфсегг-ам-Хаусрук, Австрія, у 1885 році.Він важить 785 грамів (1 фунт 12 унцій) і має розміри 67 мм × 67 мм × 47 мм (2¾" x 2¾" x 1¾ дюйма). Чотири його сторони приблизно плоскі, а дві інші сторони (один проти одного) опукла. Досить глибока канавка прорізана по всьому об’єкту, приблизно посередині його висоти..